# Öresundståg (företag)

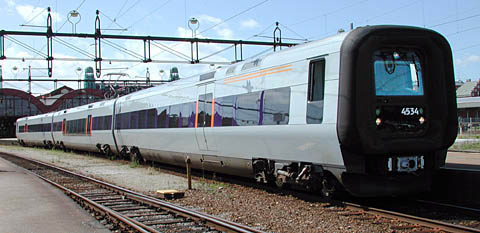
Ett Öresundståg

Öresundståg AB är ett aktiebolag som organiserar och upphandlar persontågstrafik med Öresundståg i de sex länen Skåne, Blekinge, Kronobergs län, Hallands län, Västra Götalands län samt Kalmar län.
Bolaget ägs av till 40 procent av Region Skåne. Resterande 60 procent ägs i lika delar av Region Blekinge, Region Halland, Region Kalmar län, Region Kronoberg och Västtrafik AB (på uppdrag av Västra Götalandsregionen). Operativt hanteras ägandet av de sex trafikhuvudmännen Blekingetrafiken, Hallandstrafiken, Kalmar länstrafik, Länstrafiken Kronoberg, Skånetrafiken och Västtrafik.
Bolaget bildades i februari 2009 omedelbart efter att DSBFirst blev ny operatör för Öresundståg. Samtidigt blev Öresundståg klassat som varumärke. Själva registreringen av bolaget skedde dock först i november samma år. Bolaget är huvudman för Öresundståg i Sverige och har sitt säte i Hässleholm. Huvudman för den danska delen av trafiken med Öresundstågen är sedan den 11 december 2022 Skånetrafiken. Dessförinnan var det danska Transportministeriet som ansvarade.
Maria Holmgren var vd för Öresundståg AB från 15 februari 2018 till 28 oktober 2022, då företagets styrelse valde att entlediga henne. Medan en ny vd rekryteras har uppdraget tillfälligt tilldelats Jarl Samuelsson.

## Om bolaget
Bolaget bildades av de sex trafikhuvudmännen i syfte att det ska bli bättre och enklare att pendla över länsgränsen. Tidigare fanns det inget periodkort som gällde över länsgränsen utan man var tvungen att ha ett periodkort för respektive län. Syftet med aktiebolaget är inte att bereda vinst åt aktieägarna. Tvärtom måste ägarna skjuta till pengar varje år eftersom biljettintäkterna från resenärerna går direkt till ägarlänen. Bolaget har åtta anställda (december 2022).